# وزارة الاقتصاد والمالية (المغرب)
وزارة الاقتصاد والمالية هي الوزارة المسؤولة عن السياسة الاقتصادية والمالية في المغرب. مقر الوزارة يقع في العاصمة الرباط، على مستوى شارع محمد الخامس، على مقربة من القصر الملكي. ووزيرة المالية الحالية هي نادية فتاح العلوي.

## المهام
في إطار الصلاحيات المخولة لها، تتولى الوزارة القضايا المالية والنقدية، بما في ذلك كل ما يتعلق بسياسات القرض والمالية الخارجية.
وعلاوة على ذلك، تمارس الوصاية المالية على المقاولات والمؤسسات العمومية أو التي تملك الدولة فيها مساهمة، كما تساهم إلى حد كبير عند الاقتضاء في تحويلها إلى القطاع الخاص وذلك طبقا للقوانين التشريعية والتنظيمية لعملية الخوصصة.
وبشكل أكثر تحديدا، تتمثل المهام الرئيسية لوزارة الاقتصاد والمالية:

### في مجالي الميزانية والمالية
- إعداد قانون المالية وتتبع تنفيذه الفعلي
- وضع ومناقشة وإعداد السياسات الضريبية والجمركية والإشراف على تنفيذها
- تحصيل الموارد العمومية
- أداء النفقات العمومية

### في المجال المالي
- تحديد شروط التوازنات الداخلية والخارجية وسن التدابير والإجراءات اللازمة لتحقيقها
- ممارسة الوصاية التنظيمية والتقنية على المؤسسات والوسطاء الماليين
- تمثيل المغرب ضمن الهيئات المالية الإقليمية والدولية

### في مجال المراقبة
- مراقبة المداخيل والنفقات العمومية
- المراقبة المالية للمقاولات والمؤسسات العمومية وبصفة عامة مراقبة كل هيئة تستفيد من المساعدات المالية للدولة أو وكالاتها
- المراقبة المالية للجماعات المحلية
- ضبط ومراقبة أنشطة شركات التأمين وإعادة التأمين

### في مجال إعادة الهيكلة وتفويت الأصول
- إنجاز افتحاصات للمقاولات والمؤسسات العمومية، وذلك بغاية إعادة هيكلتها وتأميمها عند الضرورة
- وضع قائمة الكيانات التي سيتم تفويتها أو خوصصتها في إطار قانون المالية
- إعداد ملفات التفويت والخوصصة مع استطلاع الآراء بشأنها في إطار مشاورات واسعة النطاق
- المساهمة بشكل حاسم في إعداد عقود البرامج التي ستبرم مع المؤسسات العمومية والقيام بتنفيذها الفعلي

### موازاة مع ذلك، تضطلع الوزارة
- بتنفيذ الإجراءات المتعلقة بالأملاك العقارية والمنقولة للدولة، فضلا عن الدفاع والترافع عن الإدارات العمومية أمام المحاكم عبر الوكالة القضائية للمملكة.

## الهيكل التنظيمي
تنظيم الوزارة هو:
- المفتشية العامة للمالية
- إدارة الجمارك والضرائب غير المباشرة
- الخزينة العامة للمملكة
- المديرية العامة للضرائب
- مديرية الميزانية
- مديرية الخزينة والمالية الخارجية:

يتمحور عمل مديرية الخزينة والمالية الخارجية حول أربعة نيابات للمدير هي :
نيابة المدير الأولى وتضم:
- قسم عمليات الخزينة
- قسم الدراسات النقدية والتنظيم البنكي
- قسم ميزان الأداءات
- قسم الدين الداخلي

نيابة المدير الثانية وتضم :
- قسم التمويلات والعلاقات الثنائية
- قسم التمويلات والعلاقات المتعددة الأطراف
- قسم العلاقات مع الاتحاد الأوربي
- قسم العلاقات مع دول المغرب العربي والعالم العربي والإسلامي

نيابة المدير الثالثة وتضم :
- قسم القرض والاستثمارات
- قسم سوق الرساميل
- قسم مؤسسات القروض

نيابة المدير الرابعة وتضم :
- قسم تدبير الدين الخارجي
- قسم السوق المالي و إعادة هيكلة الدين.
- مصلحة التكوين والشؤون العامة
- مصلحة المعلوميات
- مديرية المؤسسات العامة والخوصصة
- مديرية أملاك الدولة
- مديرية الشؤون الإدارية والعامة
- مديرية الدراسات والتوقعات المالية
- الوكالة القضائية للمملكة

الوزارة أيضا تحت وصايتها، الهيئات التالية:
- مكتب الصرف
- الصندوق المغربي للتقاعد
- صندوق الضمان المركزي
- الهيئة المغربية لسوق الرساميل

## وزراء المالية السابقون
عبد القادر ابن جلون: من 07-12-1955 إلى 28 أكتوبر 1956
شريف عبد الله الشفشاوني: من 03-07-1958 إلى 23 أكتوبر 1958
عبد الرحيم بوعبيد: من 28 أكتوبر 1958 إلى 27-05-1960
محمد الدويري: من 27-05-1960 إلى 05-01-1963
ادريس السلاوي: من 05-01-1963 إلى 20-08-1964
محمد الشرقاوي: من 20-08-1964 إلى 08-06-1965
مامون الطاهري: من 08-06-1965 إلى 25-03-1970
عبد الكريم لزرق: من 25-03-1970 إلى 06-08-1971
محمد المدغري: من 06-08-1971 إلى 29-08-1971
محمد كريم العمراني: من 06 غشت 1971 إلى 12-04-1972
مصطفى فارس: من 12-04-1972 إلى 20-11-1972
بنسالم جسوس: من 20-11-1972 إلى 25-04-1974
عبد القادر بنسليمان: من 25-04-1974 إلى 10-10-1977
عبد اللطيف الغساسي: من 10-10-1977 إلى 27-03-1979
عبد الكامل الرغاي: من 27-03-1979 إلى 05-11-1981
عبد اللطيف الجواهري: من 05-11-1981 إلى 07-04-1986
محمد برادة: من 07-04-1986 إلى 11-11-1993
محمد ساكو: من 11-11-1993 إلى 15-07-1994
مراد الشريف: من 15-07-1994 إلى 27-02-1995
محمد القباج: من 27-02-1995 إلى 13 غشت 1997
إدريس جطو: من 13 غشت 1997 إلى 14-03-1998
فتح الله والعلو: من 14-03-1998 إلى 15-10-2007
صلاح الدين مزوار: من 15-10-2007 إلى 03-01-2012
نزار بركة: من 03-01-2012 إلى 20 غشت 2013
محمد بوسعيد: من 11 أكتوبر 2013 إلى 1 غشت 2018
محمد بنشعبون: من 20 غشت 2018 إلى 06 أكتوبر 2021
نادية فتاح العلوي: من 07 أكتوبر إلى الآن